# Leptarthrus krali
Leptarthrus krali là một loài ruồi trong họ Asilidae. Leptarthrus krali được Hradský & Geller-Grimm miêu tả năm 1997. Loài này phân bố ở vùng Cổ Bắc giới và châu Á.